# Scotiellocystoidaceae
Scotiellocystoidaceae, porodica zelenih algi uključena u red Chlamydomonadales. Nije na popisu u AlgaeBase.

## Rodovi
1. Genus Chloropteridella P.C.Silva, 1970, → Chlamydomonadales incertae sedis
2. Genus Diplochloris Korshikov, 1939 →Chlorophyceae familia incertae sedis
3. Genus Graesiella T.Kalina & M.Puncochárová, 1987 → Chlamydomonadales incertae sedis
4. Genus Halochlorella P.[J.L.] Dangeard, 1966, nom. inval. → Chlamydomonadales incertae sedis
5. Genus Lobosphaeropsis Reisigl, 1969 → Chlamydomonadales incertae sedis
6. Genus Muriellopsis Reisigl, 1964 → Chlamydomonadales incertae sedis
7. Genus Mychonastes P.D.Simpson & S.D.Van Valkenburg, 1978  →Mychonastaceae